# Miljøministre fra Danmark
Dette er en liste over ministre for Miljøministeriet i Danmark.
| Miljøminister          | Parti                       | Tiltrædelse | Afgang     | Regeringer                                                                |
| ---------------------- | --------------------------- | ----------- | ---------- | ------------------------------------------------------------------------- |
| Jens Kampmann          | Socialdemokratiet           | 11.10.1971  | 27.09.1973 | Regeringen Jens Otto Krag III og Regeringen Anker Jørgensen I             |
| Helge Nielsen          | Socialdemokratiet           | 27.09.1973  | 1973       | Regeringen Anker Jørgensen I                                              |
| Holger Hansen          | Venstre                     | 1973        | 1975       | Regeringen Poul Hartling                                                  |
| Helge Nielsen          | Socialdemokratiet           | 1975        | 1977       | Regeringen Anker Jørgensen II                                             |
| Svend Jakobsen         | Socialdemokratiet           | 1977        | 1977       | Regeringen Anker Jørgensen II                                             |
| Niels Matthiasen       | Socialdemokratiet           | 1977        | 1978       | Regeringen Anker Jørgensen II                                             |
| Ivar Nørgaard          | Socialdemokratiet           | 1978        | 1980       | Regeringen Anker Jørgensen III og IV                                      |
| Erik Holst             | Socialdemokratiet           | 1980        | 10.09.1982 | Regeringen Anker Jørgensen IV og V                                        |
| Christian Christensen  | Kristeligt Folkeparti       | 10.09.1982  | 1988       | Regeringen Poul Schlüter I og II                                          |
| Lone Dybkjær           | Det Radikale Venstre        | 1988        | 1990       | Regeringen Poul Schlüter III                                              |
| Per Stig Møller        | Det Konservative Folkeparti | 1990        | 25.01.1993 | Regeringen Poul Schlüter IV                                               |
| Svend Auken            | Socialdemokratiet           | 25.01.1993  | 27.11.2001 | Regeringen Poul Nyrup Rasmussen I, II, III og IV                          |
| Hans Christian Schmidt | Venstre                     | 27.11.2001  | 02.08.2004 | Regeringen Anders Fogh Rasmussen I                                        |
| Connie Hedegaard       | Det Konservative Folkeparti | 02.08.2004  | 23.11.2007 | Regeringen Anders Fogh Rasmussen I og II                                  |
| Troels Lund Poulsen    | Venstre                     | 23.11.2007  | 23.02.2010 | Regeringen Anders Fogh Rasmussen III og Regeringen Lars Løkke Rasmussen I |
| Karen Ellemann         | Venstre                     | 23.02.2010  | 03.10.2011 | Regeringen Lars Løkke Rasmussen I                                         |
| Ida Auken              | Socialistisk Folkeparti     | 03.10.2011  | 03.02.2014 | Regeringen Helle Thorning-Schmidt I                                       |
| Kirsten Brosbøl        | Socialdemokraterne          | 03.02.2014  | 28.06.2015 | Regeringen Helle Thorning-Schmidt II                                      |
| Eva Kjer Hansen        | Venstre                     | 28.06.2015  | 29.02.2016 | Regeringen Lars Løkke Rasmussen II                                        |
| Esben Lunde Larsen     | Venstre                     | 29.02.2016  | 02.05.2018 | Regeringen Lars Løkke Rasmussen II og III                                 |
| Jakob Ellemann-Jensen  | Venstre                     | 02.05.2018  | 27.06.2019 | Regeringen Lars Løkke Rasmussen III                                       |
| Lea Wermelin           | Socialdemokratiet           | 27.06.2019  | 15.12.2022 | Regeringen Mette Frederiksen I                                            |
| Magnus Heunicke        | Socialdemokratiet           | 15.12.2022  | Nuværende  | Regeringen Mette Frederiksen II                                           |